# Pinnaroo
Pinnaroo (587 habitants) est une localité de l'État d'Australie-Méridionale, en Australie située sur la Mallee Highway à environ 243 kilomètres à l'est d'Adélaïde.
Le nom de la ville est d'origine aborigène et signifierait « homme gros ».